# 周江勇
周江勇（1967年9月—），男，汉族，浙江宁波鄞县（现海曙区）人，中华人民共和国政治人物。余姚师范学校毕业，浙江省委党校研究生学历。曾任中共浙江省委常委、杭州市委书记等职务。2021年8月，因涉嫌严重违纪违法被审查调查。2022年1月，被开除党籍、开除公职及移送司法机关。

## 仕途
1985年7月参加工作，1992年11月加入中国共产党。早年曾在余姚师范学校学习，随后进入鄞县姜山中学任教师。历任姜山中学校团委书记，鄞县团委常委、副书记、书记，鄞县鄞江镇党委书记、镇人大主席、2001年1月任宁波市鄞县副县长，2002年2月任宁波市鄞州区副区长，2002年9月起任象山县县长，2005年周江勇任浙江省宁波市象山县县委书记，时任浙江省省委书记为习近平，2010年起历任杭州湾新区管委会主任，慈溪出口加工区（经济开发区）管委会主任，杭州湾新区党工委书记，中共宁波市委常委、杭州湾新区开发建设管委会党工委书记等职。2017年2月20日，任中共温州市委书记。2017年6月16日，升任中共浙江省委常委。2018年5月14日，任中共杭州市委书记。
在杭州周江勇大力发展数字化经济和治理。2019年，他曾授予马云“功勋杭州人”的荣誉称号，并形容马云是“数字经济的创新者和大众创业的楷模”。

## 落马
2021年8月21日，周江勇接受中央纪委国家监委的纪律审查和监察调查，成为中共十九大以来浙江省首个落马的省部级干部。在此之前，8月19日，浙江省人大常委会机关党组副书记马晓晖已主动投案。周江勇落马后，杭州市纪委监委部署“亲清政商关系突出问题”专项治理，覆盖全体在职以及近三年以来退休、离职的市管领导干部。
2022年1月26日，周江勇因被控严重违法违纪，被开除党籍和公职。中纪委指其背離两个维护以及与资本勾连，支持资本无序扩张，搞迷信活动，对抗组织审查。其中“与资本勾连，支持资本无序扩张”的表述为首次出现，“违规配备警卫人员、公务用车”、“应私营企业主请托违规选拔任用干部”的表述也十分少见。
据电视专题片《零容忍》介绍，与周家勾连的两位企业主分别是他的同乡周文勇（周江勇的弟弟周健勇的合作伙伴）和建筑公司老板史时红，有关联的企业是优城联合信息技术发展有限公司，该公司对外宣称是一家聚焦“地铁互联网+”的高新科技公司，但核心资源是周江勇的权力，在周江勇的帮助下，拿到了温州地铁和宁波地铁移动支付系统的统筹权。周健勇曾表示，阿里巴巴（蚂蚁金服）是优城联合的投资方。《中国经济周刊》在周江勇落马后曾刊发深度报道文章《起底周江勇落马：“举报信就像雪花片一样”》披露，据天眼查APP显示，蚂蚁科技集团全资控股的上海云鑫创业投资有限公司是优城联合的股东之一，出资166.67万元，占股14.28%。而在杭铁优城科技有限公司股权结构中，优城联合占股55%，杭州地铁集团占股31.5%，而蚂蚁科技集团全资控股的上海云鑫创业投资有限公司又投了135万元，占股13.5%。该文发布的第二天就被某些平台撤稿，但在其他平台上依然存在。
2022年1月28日，浙江省委常委会召开会议，传达中央纪委国家监委给予周江勇“双开”处分的通知，研究以案促治、全面加强党风廉政建设和反腐败工作，会议称这一决定“定性准确、程序严谨、十分及时”。会议特别强调，要精准把握浙江省反腐败斗争的“区域性特点”，紧盯投资密集、资源集中的领域和环节；要推动民营企业加强自身清廉建设；要引导党员干部守牢亲清政商关系底线，规范领导干部家属经商办企业及涉外行为，深入整治“一家两制”。以上表述在之前都很少或从未出现。
2022年2月，中华人民共和国最高人民检察院依法以涉嫌受贿罪对周江勇作出逮捕决定，周江勇於2001年至2021年收受財物人民幣1.82億餘元。2022年4月，周江勇涉嫌受贿一案由国家监察委员会调查终结，经最高人民检察院指定，由安徽省滁州市人民检察院审查起诉，滁州市人民检察院已向滁州市中级人民法院提起公诉。2023年4月27日，安徽省滁州市中级人民法院一审公开开庭审理了周江勇受贿一案。2023年7月25日，安徽省滁州市中级人民法院公开宣判周江勇受贿一案，对周江勇以受贿罪判处死刑，缓期二年执行，剥夺政治权利终身，并处没收个人全部财产。

## 家族
周江勇的妻子是宁波鄞州农商银行党委副书记、监事长。内部员工透露：“（她）在那里就是挂个职，平时很少来，每年获利几千万元。这导致了银行内部职工的义愤填膺，他们一直在联名举报，已经持续了很久。2020年10月中旬，中央第四巡视组进驻浙江省，他们又再次实名举报。”
周江勇的弟弟周健勇是上海理工大学管理学院副教授、商人，是宁波永润工贸科技有限公司等4家公司的股东，涉足石油化工、地铁支付、大数据领域。周江勇的族亲周文勇也是一名商人，在山东省被抓，他一共参股、控股13家企业，涉猎机电、能源、石油化工、汽车销售、投资、担保、管理咨询等诸多领域，主要集中在宁波市鄞州区和海曙区。周江勇的姐姐也是一名商人，也已经被抓。